# Ingwaz
Cette page contient des caractères spéciaux ou non latins. S’ils s’affichent mal (▯, ?, etc.), consultez la page d’aide Unicode.
Pour les articles homonymes, voir Ing (homonymie).
Ingwaz est la vingt-deuxième rune du Futhark (l'alphabet runique des anciens peuples germaniques) et la sixième de la famille de Tīwaz. Elle est précédée de Laguz et suivie de Dagaz.
Ses caractères Unicode sont 16DC et 16DD.
Le nom de cette rune était Ing en vieil anglais, qui paraît correspondre au vieux norrois Yngvi, un personnage de la mythologie nordique parfois identifié à Freyr ; cependant l'usage de cette rune fut abandonné dans la version brève de l'alphabet runique en usage en Scandinavie, de sorte qu'il n'y a pas à proprement parler de nom pour elle en vieux norrois. Le Codex Vindobonensis 795 donne un nom de lettre correspondant dans l'alphabet gotique sous la forme enguz, restitué en gotique comme iggws ; elle transcrivait le chi de l'alphabet grec. *Ingwaz est la forme reconstruite pour le proto-germanique à partir de cette correspondance et à partir du vieux saxon ing.
Cette rune notait à l'origine vraisemblablement le son [ŋ]. Contrairement à la majorité des runes, le son qu'elle indiquait n'est pas celui de l'initiale de son nom (selon le principe acrophonique) ; c'était impossible car le [ŋ] ne se trouvait jamais à l'initiale en proto-germanique.